# غزالان الهند
غزالان الهند کتابی از آزاد بلگرامی ادیب و شاعر هندی است که در ۱۱۷۸ قمری معادل ۱۷۶۵ میلادی نوشته شده و ترجمهٔ دو فصل سوم و چهارم سُبحَةُالمرجان فی آثار هندوستان اثر خودِ آزاد به‌شمار می‌رود و به بحث دربارهٔ صنایع ادبی و زیبایی‌های کلام مانند استعاره و مجاز، و حالات عشق و صفات معشوق می‌پردازد.
آزاد بلگرامی در فصل «در بیان نایکابهید» در جواب این پرسش که چرا در شعر فارسی، معشوق مذکّر است، می‌نویسد: «و تغزل شعرای عربی و هندی با نسا است خلاف شعرای فارسی و ترکی که این‌ها بنای تغزل را بر امارد گذاشته‌اند و ظلم که عبارت از وضع شیء در غیر موضع آن است اختیار نموده. اگرچه شعرای عرب هم به اختلاط عجم سبیل تغزل با امارد پیموده‌اند لیکن اصل تغزل آن‌ها با نساست.»

## تصحیح و ویرایش
این کتاب در سال ۱۳۸۲ به تصحیح دکتر سیروس شمیسا توسط انتشارات صدای معاصر منتشر شد.
پس از چاپ کتاب دکتر شمیسا ضمن یادداشتی متذکّر شدند که نام اصلی کتاب «غزلان الهند» است.